# Abell 7
Abell 7 ist ein planetarischer Nebel mit geringer Flächenhelligkeit im Sternbild Hase. Es wird angenommen, dass der Nebel etwa 1600 Lichtjahre von der Erde entfernt ist.